# Golden Triangle (Mississippi)

Lage des Golden Triangle in Mississippi

Das Golden Triangle (deutsch Goldenes Dreieck) ist eine Region im Osten des US-Bundesstaats Mississippi. Sie besteht aus den Städten Columbus, Starkville und West Point sowie ihren jeweiligen Counties (Lowndes County, Oktibbeha County und Clay County) und hat insgesamt über 128.000 Einwohner.
Der Begriff Golden Triangle wird mindestens seit Mitte der 1960er-Jahre als Marketingbezeichnung für die Region verwendet.
Im September 2012 wurde mit Beschluss der Regierung ein Wirtschaftsprogramm geschaffen, um die Wirtschaft der Region zu fördern und wirtschaftliche Entwicklungen voranzutreiben, vor dem Hintergrund, dass Mississippi mit einem durchschnittlichen jährlichen Einkommen von ca. 37.000 US-Dollar pro Haushalt bei einem durchschnittlichen landesweiten Einkommen von etwa 50.000 US-Dollar der einkommensschwächste Bundesstaat der USA ist. Die Arbeitslosenquote beträgt aufgrund hohen Jobverlustes infolge der Großen Rezession beinahe 20 %. Durch das Wirtschaftsförderungsprogramm wurden in den letzten Jahren über 6.000 neue Arbeitsplätze geschaffen, unter anderem durch die Ansiedlung neuer Firmen wie Paccar, Steel Dynamics und Yokohama.
Der Golden Triangle Regional Airport befindet sich etwa auf halbem Weg zwischen Columbus und Starkville.